# Bulbostylis amambayensis
Bulbostylis amambayensis là một loài thực vật có hoa trong họ Cói. Loài này được Barros mô tả khoa học đầu tiên năm 1942.